# John Lawler
John Lawler, ps. Jon Fratelli (ur. 4 marca 1979) – wokalista i gitarzysta zespołu The Fratellis.